# Bells (Tennessee)
Pour les articles homonymes, voir Bells.
Bells est une municipalité américaine située dans le comté de Crockett au Tennessee.
Selon le recensement de 2010, Bells compte 2 437 habitants. La municipalité s'étend sur 2,33 milles carrés (6,03 km2).
La localité est fondée en 1855. Elle est nommée en l'honneur des frères William et John Bell, originaires de Caroline du Sud, qui ont construit la première maison de la ville. Bells devient une municipalité en 1868.
Bells accueille la Green Frog Farm (anciennement Green Frog Village). Autour d'un commerce des années 1800 (Green Frog Store), John Freeman y a implanté et restauré de nombreuses cabanes en rondins du XIXe siècle pour recréer un village typique du Sud des États-Unis. 